# CA Peñarol
A CA Peñarol egy uruguayi labdarúgócsapat. A klub az uruguayi labdarúgó-bajnokságban szerepel és 53 alkalommal hódította el a bajnoki címet, ezzel az ország legeredményesebb csapata. A hazai sikerek mellett nemzetközi szinten is előkelő eredményekkel rendelkeznek, hiszen a „Dél-amerikai Bajnokok Ligáját” (a Libertadores kupát) 5, az interkontinentális kupát 3, valamint annak elődjét, az Interkontinentális-kupát pedig egy alkalommal nyerték meg.

## A klub története
A klubot az angol tulajdonban lévő Közép-Uruguayi Vasúttársaság (Central Uruguay Railway Company) 118 dolgozója alapította 1891. szeptember 28-án és a cég nevének rövidített formáját (CURCC) vették fel, de mellette használták a Peñarol nevet is, melyet a Montevideo város központjától 10 kilométerre található szomszédos településről (ma már a város egyik kerülete) kapott. Az alapítók közül 72 angol származású, 45 uruguayi és egy német nemzetiségű volt. Elnöknek Frank Hendersont választották, aki 1899-ig töltötte be posztját.
Első mérkőzésük 1892-ben, a helyi angol főiskola hallgatói ellen 2-0-s győzelemmel végződött.
1900-ban a CURCC az egyik csapat volt az első Uruguayi Szövetségi Labdarúgó-Bajnokság négy csapata közül.
Július 29-én került sor a bemutatkozó mérkőzésre, melyet az Albion FC ellen játszottak és nyertek meg 2-1-re. Sorozatukat nem is szakították meg és 100%-os teljesítménnyel megnyerték az első alkalommal kiírt bajnokságot, a következő évben ismételtek és 1905 valamint 1907 is a bajnoki trófeák megszerzéséről szólt.
Hivatalosan 1914. március 12. óta nevezik Club Atlético Peñarolnak az egyesületet, ugyanis a vasúttársaság nem szponzorálta tovább a csapatot.
1932-től profi bajnokságot írtak ki Uruguayban és a csapat meg is nyerte az első osztályt.
Az 1935-től 1938-ig szerzett négy bajnoki cím után kisebb hanyatlás következett, így a legközelebbi trófea 1944-ben került a klub vitrinjébe.

### 60-as évek
1958-ban eljött az első „Aranykorszak”. 10 éven keresztül nemcsak Uruguayban, hanem Dél-Amerikában is egyeduralkodóvá váltak az „Aurinegrók”.
1961-ben a bajnoki cím mellé a Libertadores-kupát és az interkontinentális kupát is megnyerték.
A sikerszérián egyedül az 1963-as év hagyott foltot, amikor egyetlen címet sem tudtak bezsebelni.
Bajnoki címet ugyan nem, de 1966-ban szintén elhódították a két legrangosabb nemzetközi kupát (Libertadores-kupa és Interkontinentális kupa).
1966. szeptember 3-tól 1968. szeptember 14-ig 56 mérkőzésen keresztül maradtak veretlenek, ami abszolút rekord Uruguayban.
1969-ben egy Interkontinentális kupa győzelemmel ért véget az „Aranykorszak”.

### 70-es évek
5 évig kellett várni az újabb bajnoki címekre, 1973-1975-ig triplázott a csapat, majd az 1978, 1979-es bajnokságot is az első helyen zárták. Bár a bajnoki címek nem jöttek zsinórban (az ősi rivális Nacional vette át a stafétabotot), de címek nélkül is tekintélyes erővel rendelkezett a csapat. 

### 80-as évek
1982-ben sikerült újra triplázni (bajnokság, Copa Libertadores, Interkontinentális kupa), 1985, 1986 szintén aranyérem, majd 1987-ben egy Libertadores-kupa győzelem.

### 90-es évek
A 90-es években megint a Peñarol volt Uruguay csúcsán. 1993-tól 1997-ig egymás után 5 bajnoki címet szereztek, majd az 1998-as harmadik helyet követően 1999-ben ugyanannyi ponttal végeztek a tabellán, mint a Nacional, a rájátszásban viszont történetük talán legizgalmasabb mérkőzésein abszolválták a bajnokságot. (Peñarol-Nacional 1-1; 1-1; 2-1)

### 2000-es évek
2003 és 2010 után a 2013-ban is hazavihették a bajnoki trófeát.
2009-ben az IFFHS az évszázad legeredményesebb dél-amerikai klubjának választotta.

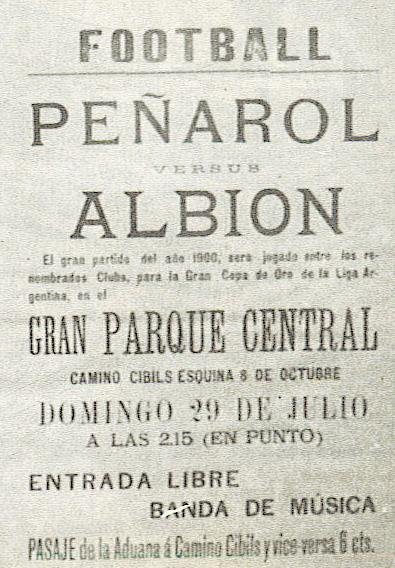
Kézzel készített plakát a Peñarol (CURCC)- Albion mérkőzésről 1900-ban.

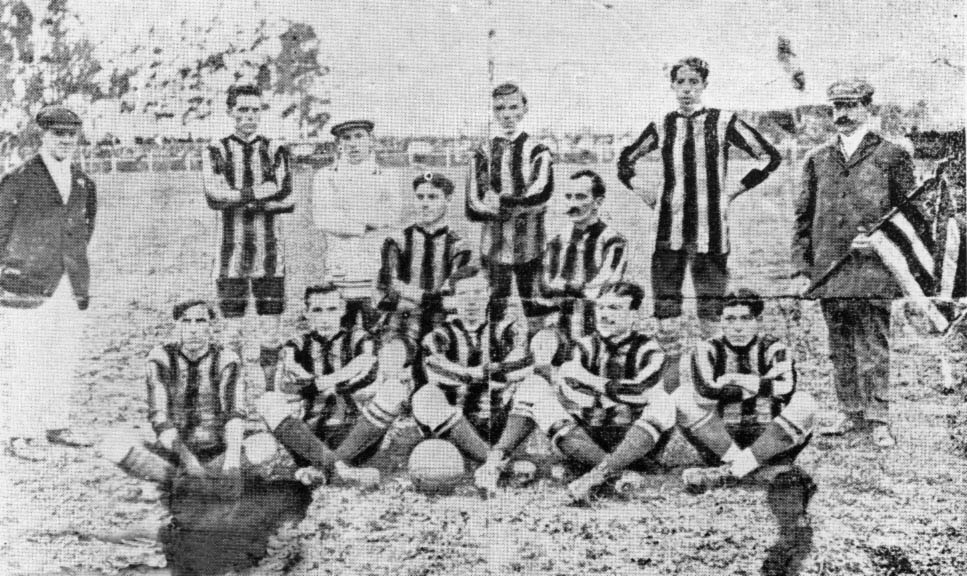
Az 1911-es utolsó bajnokcsapat CURCC néven.

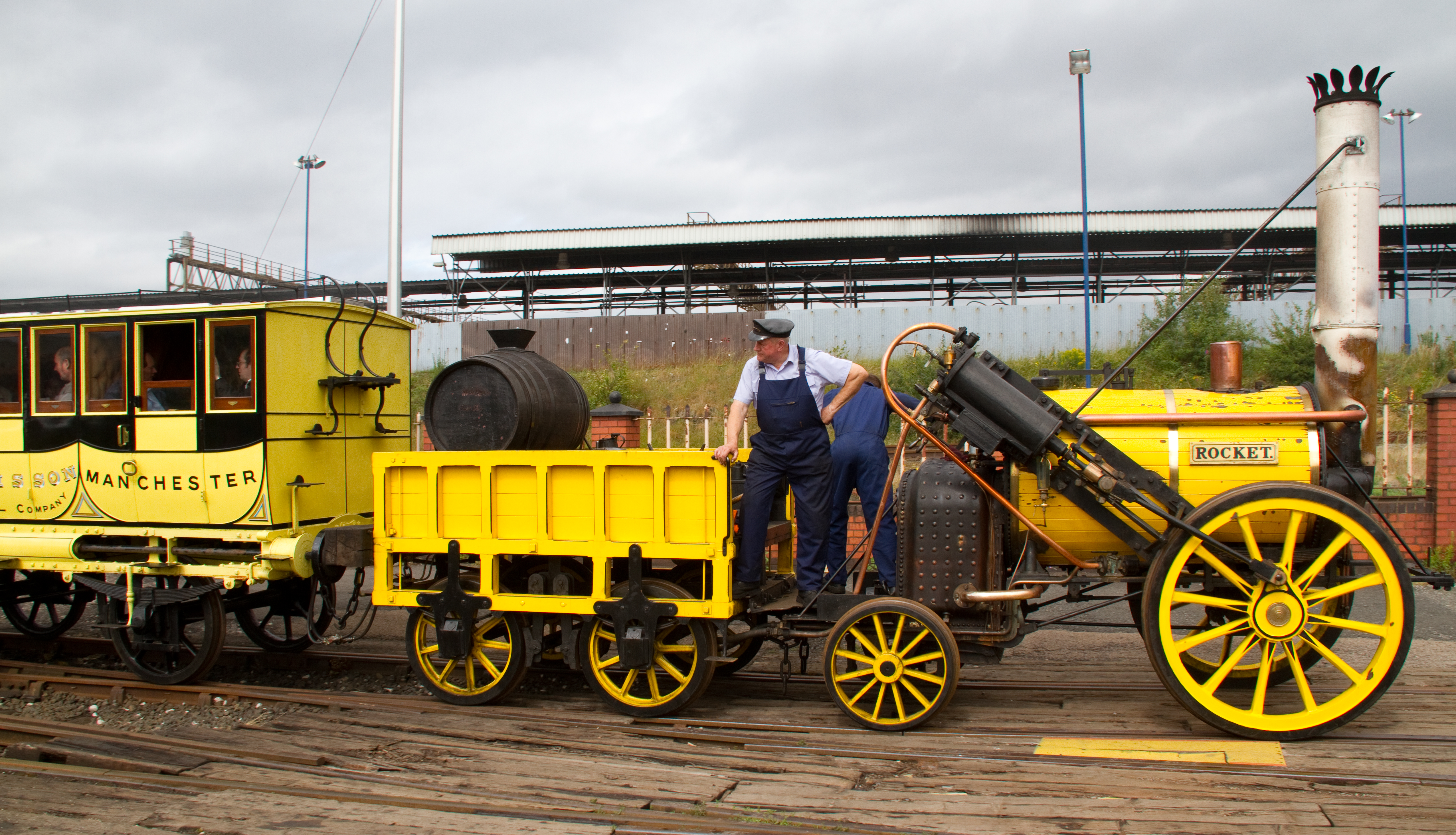
A klub színeit George Stephenson Rocket mozdonya inspirálta.

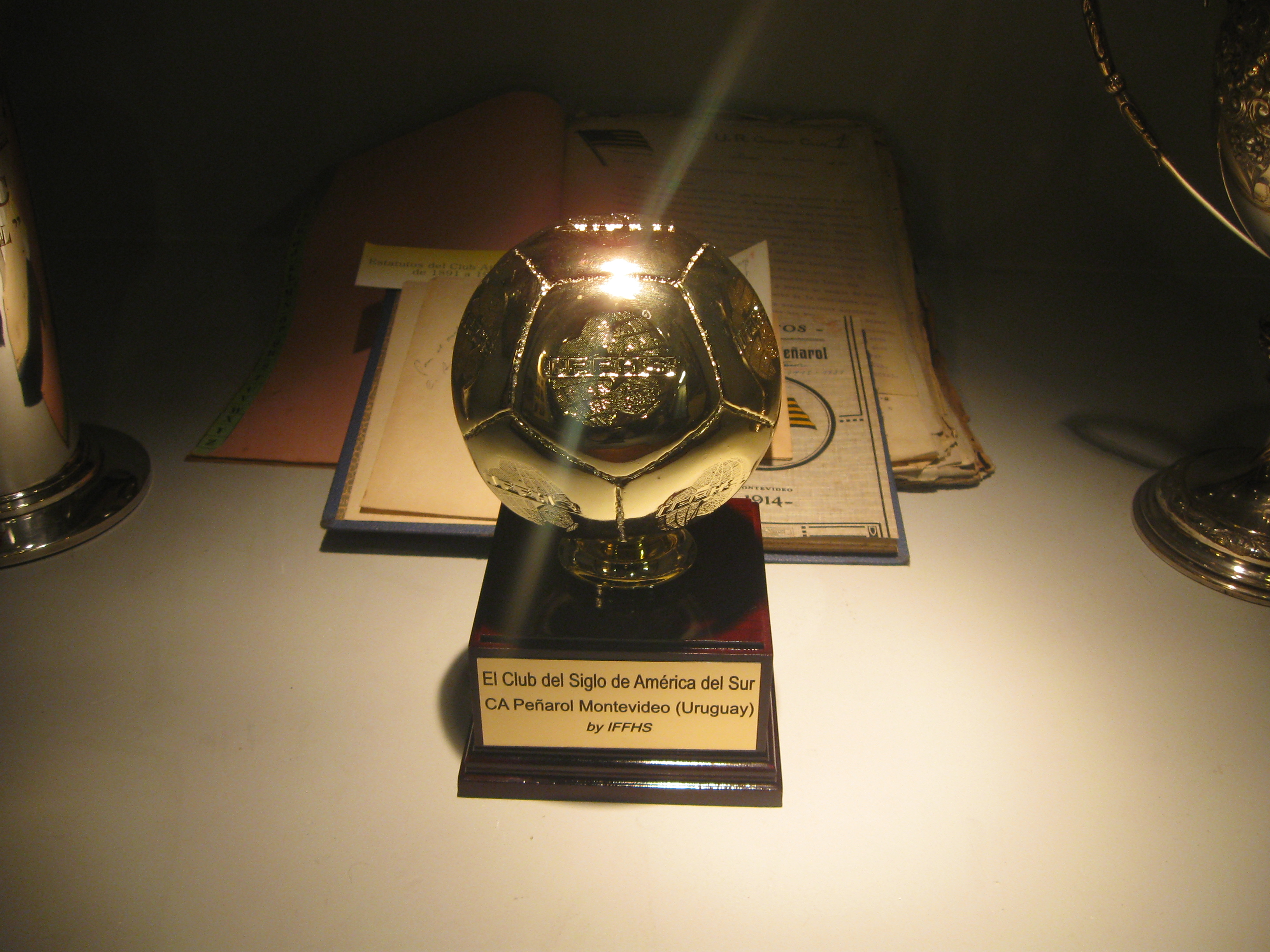
2009 - Az évszázad dél-amerikai klubjának járó trófea.

## Eredmények
- Uruguayi bajnokság (54):
  - Uruguayi Primera División (AUF) (50): 1900, 1901, 1905, 1907, 1911;[note 6] 1918, 1921, 1928, 1929, 1932, 1935, 1936, 1937, 1938, 1944, 1945, 1949, 1951, 1953, 1954, 1958, 1959, 1960, 1961, 1962, 1964, 1965, 1967, 1968, 1973, 1974, 1975, 1978, 1979, 1981, 1982, 1985, 1986, 1993, 1994, 1995, 1996, 1997, 1999, 2003, 2009–10, 2012–13, 2015–16, 2017, 2018, 2021, 2024
  - Uruguayi Primera División (FUF) (1): 1924
  - Uruguayi Primera División (Consejo Provisorio) (1): 1926

### Nemzetközi eredmények
Tie-kupa
- Győztes (1): 1916
- Döntős (4): 1904, 1905, 1907, 1909

Copa de Honor Cousenier
- Győztes (3): 1909, 1911, 1918
- Döntős (1): 1907

Interkontinentális kupa (3)1961, 1966, 1982
Copa Libertadores (5)1960, 1961, 1966, 1982, 1987
Interkontinentális Szuperkupa (1)1969

## A klub híres játékosai
- Santos Iriarte
- Roque Maspoli
- Ladislao Mazurkiewicz
- Elias Figueroa
- Roberto Matosas
- Álvaro Gestido
- Victor Rodríguez Andrade
- Juan Vicente Lezcano
- José Oscar Herrera
- Nelson Gutiérrez
- William Martínez
- Walter "Indio" Olivera
- Alfonso Domínguez
- José Leandro Andrade
- Obdulio Varela
- Pedro Rocha
- Juan Alberto Schiaffino
- Néstor "Tito" Gonçalves
- Pablo Bengoechea
- Julio César Cortés
- Carlos Borges
- Luis Cubilla
- Rubén Paz
- Alberto Spencer
- Juan "Joya" Cordero
- Alcides Ghiggia
- Fernando Morena
- José Piendibene
- Isabelino Gradin
- Óscar Miguez
- Severino Varela
- Juan Hohberg
- Diego Aguirre
- Darío Silva
- Egidio Arévalo
- Guillermo Varela
- Darío Rodríguez

### Szurkolók
2011. április 12-én a Peñarol szurkolók egy 309 méter hosszú és 46 méter széles zászlót bontottak ki a Centenario Stadionban, amely másfél lelátót foglalt el terjedelmes (14 214 négyzetméteres) felületével. A zászlót tombolákból és adományokból gyűjtötték. Értéke, mintegy 35 000 $.